# جوزيب كوزي
جوزيب كوزي (Josip Kuže) (مواليد 13 نوفمبر 1952)، هو لاعب كرة قدم سابق كان يلعب كمدافع.

## وصلات خارجية
- جوزيب كوزي على موقع قاعدة بيانات كرة القدم.إي يو (الإنجليزية)
- جوزيب كوزي على موقع Soccerway.com (الإنجليزية)
- جوزيب كوزي على موقع عالم كرة القدم.نت (الإنجليزية)

- J.League Data Site (باليابانية)